# Neslişah Durgun
Neslişah Durgun (nascuda 5 d'octubre de 1993) és una jugadora de voleibol turca. En la seva carrera professional, ha jugat pel THY i Nilüfer Belediyespor (fins al 2018), Sarıyer Belediyesi (2018-19) i des de 2019 juga pel Kuzey Boruspor.